# Hangya (Scott Lang)
A Hangya egy kitalált szereplő, szuperhős a Marvel Comics képregényeiben. A szereplőt David Michelinie és John Byrne alkotta meg. Első megjelenése 1979 márciusában volt látható a The Avengers #181 című képregényben. Ő a második karakter, aki a "hangya" nevet használja a Marvel univerzumban. Egy tolvaj és elektronikai profi. A Bosszúállók tagja.
Scott Lang egy alkalmazott volt a Stark Internationalnál, ami miatt el tudta lopni Hank Pymtől a páncélt.

## Képességei
Mérete megváltoztatása az erő csökkenése nélkül, és a hangyák irányítása. Korongokkal csökkentheti illetve nagyíthatja a tárgyak méretét.

## Élete

### A képregényes univerzumban
Scott Edward Harris Lang Floridában, Coral Gables-ben született. Villamosmérnöknek készült, de miután nem jutott álláshoz, betörésekre kényszerült. Letartóztatták, de börtönévei alatt továbbtanulta a gépészetet és az elektrotechnikát, majd négy év múlva kiengedték jó magaviselete miatt. Ezután Tony Stark, vagyis a Vasember tulajdonában álló Stark Industries-nál kezdett dolgozni. Itt nagyban közreműködött az új Bosszúállók-bázis létrehozásában.
Amikor kislánya, Cassie súlyosan megbetegedett, felmondta állását, és próbált segíteni rajta. Miután egy orvos sem vállalta a kezelést, ismét rablásokból próbálta magát eltartani. Újra börtönbe is került, szabadulása után lopta el Hank Pym ruháját, amit megtanult használni, így szuperhőssé vált.
Együtt szerepelt képregényekben a Bosszú Angyalaival, a Fantasztikus Négyessel, Jessica Jones-szal, Taskmaster-rel, és több S.H.I.E.L.D.-ügynökkel is.

## Más médiában

### Filmek

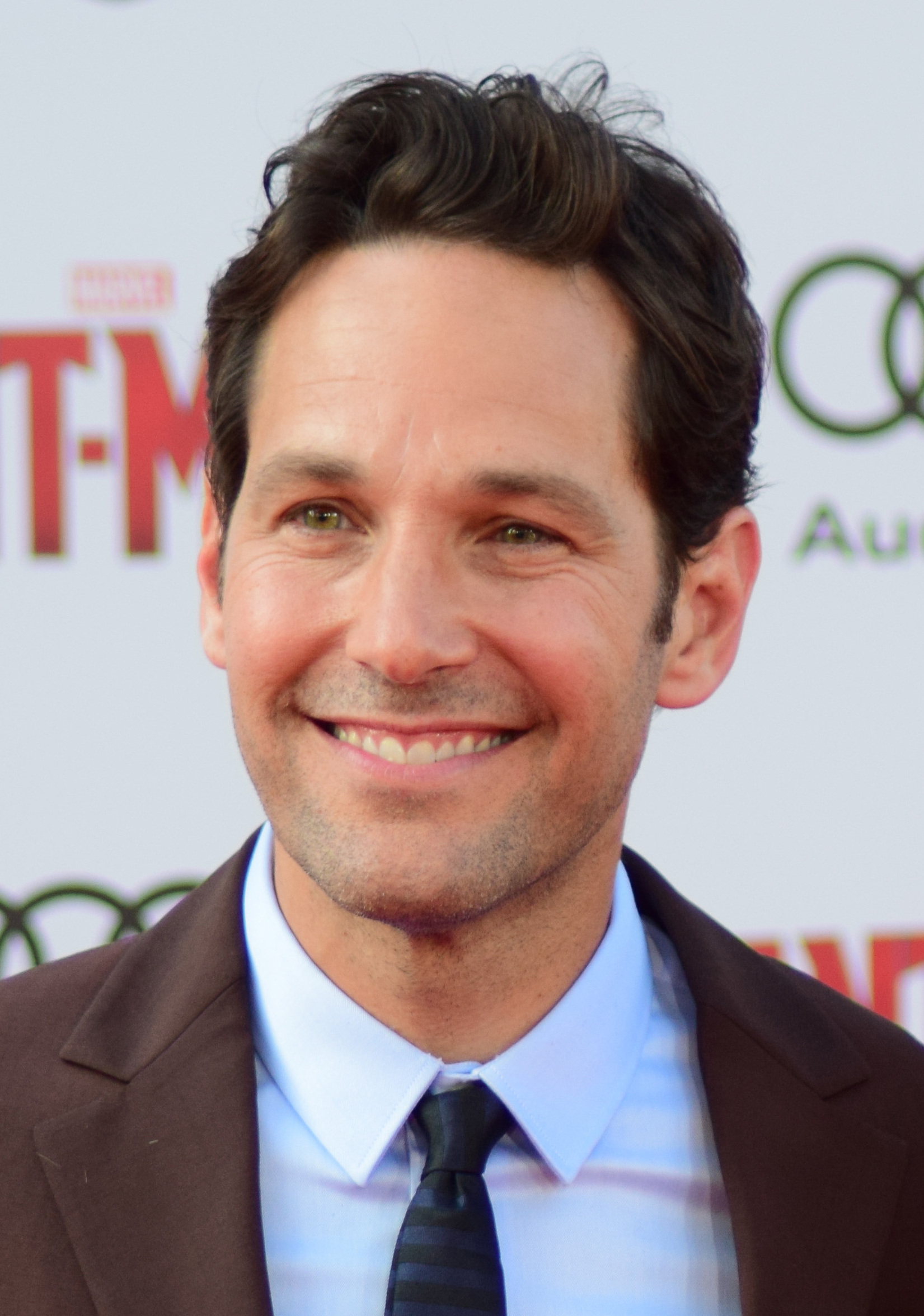
Paul Rudd, Hangya alakítója

#### A Hangya
Scott Lang, az egyszerű tolvaj börtönbüntetését letöltve új életet próbál kezdeni. Egykori felesége kislányával már egyik egy férfival él, csak barátai állnak mellette. Mikor munkát keres, előélete miatt sehol sem maradhat hosszú ideig.
Ekkor talál egy lehetőséget: egy nagy zsákmánnyal kecsegtető régi, lakatlan rezidenciát mutatnak neki társai. Nem is vár sokat, és gond nélkül kirabolja a házat, megszerezve egy különös ruhát.

#### Amerika Kapitány: Polgárháború
A szuperhősök közt dúló belháborúba Amerika Kapitány oldalán kapcsolódik be. Harc közben mutatja meg, hogy méretváltoztató képességével nem csak hangyaméretűvé (innen származik neve is), hanem óriássá is tud válni. Ismét találkozik Sólyommal, aki ezúttal nem lesz ellensége.

## Fordítás
- Ez a szócikk részben vagy egészben  az   Ant-Man (Scott Lang) című angol Wikipédia-szócikk fordításán alapul.  Az eredeti cikk szerkesztőit annak laptörténete sorolja fel. Ez a jelzés csupán a megfogalmazás eredetét és a szerzői jogokat jelzi, nem szolgál a cikkben szereplő információk forrásmegjelöléseként.